# Benedykt Fuliński

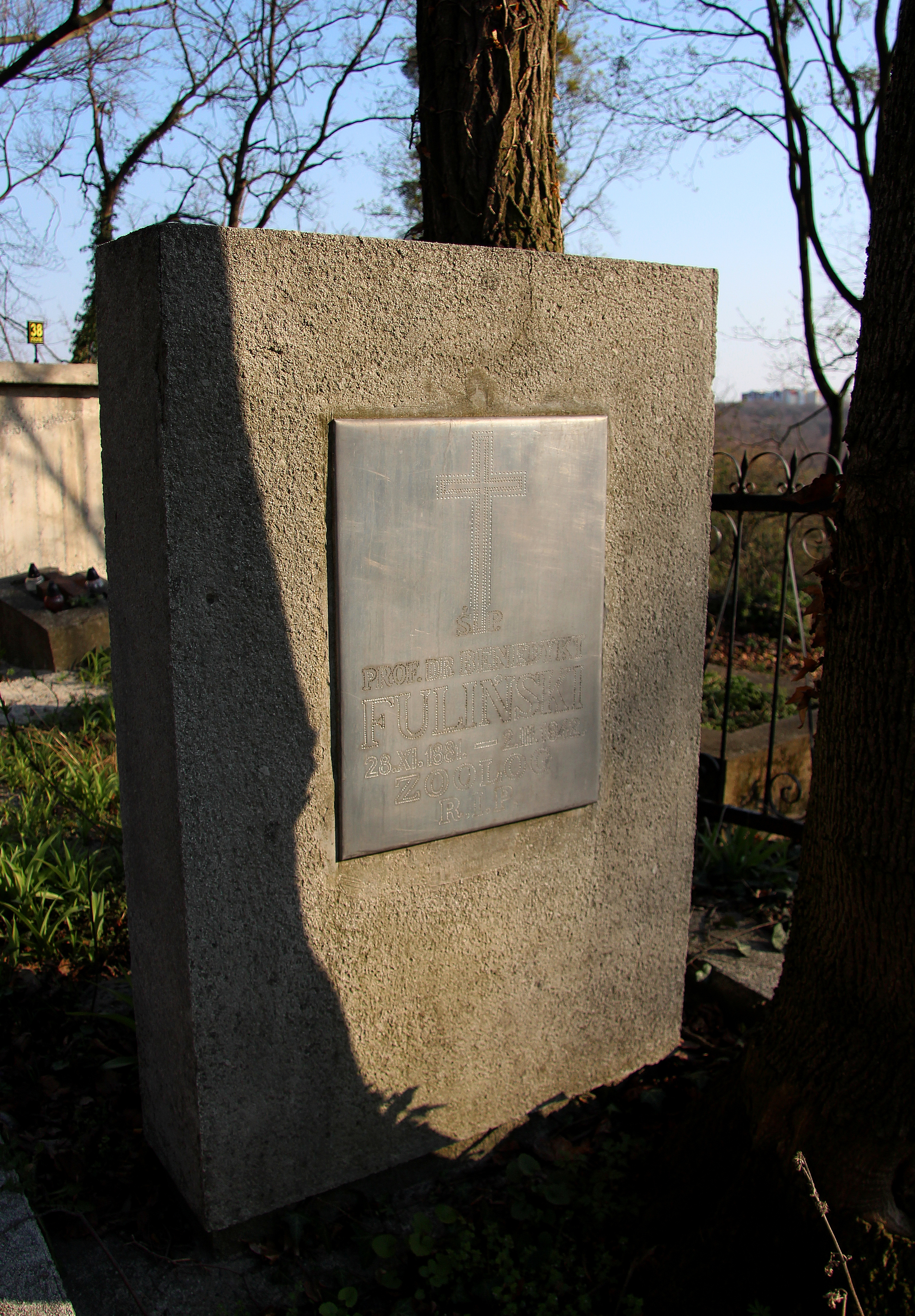

Benedykt Fuliński (ur. 21 września 1881 w Chlebowicach Świrskich, zm. 2 marca 1942 we Lwowie) – polski biolog. 

## Życiorys
W latach 1900–1906 odbył studia zoologiczne w Uniwersytecie Lwowskim. Kształcił się między innymi u profesorów Benedykta Dybowskiego i Józefa Nusbauma-Hilarowicza. Następnie odbył studia uzupełniające w uniwersytetach w Budapeszcie, Pradze, Wiedniu, Innsbrucku, Lipsku i Berlinie. W 1907 otrzymał tytuł doktora filozofii Uniwersytetu we Lwowie, a w 1918 docenta zoologii. Pracował w C. K. Gimnazjum we Lwowie, w Prywatnym Gimnazjum Żeńskie Zofii Strzałkowskiej we Lwowie, gdzie uczył historii naturalnej. Od 1908 do 1909 był zastępcą kustosza, a od 1909 do 1910 był kustoszem Polskiego Muzeum Szkolnego we Lwowie.
W 1918 brał czynny udział w obronie Lwowa. W latach 1910–1919 pracował w Katedrze Zoologii Uniwersytetu.  W latach 1918-1920 był Sekretarzem Muzeum Przyrodniczego im. Dzieduszyckich, a zarazem Wydawnictwa tego muzeum. W latach 1919 - 1941 był profesorem zoologii i anatomii zwierząt domowych na Wydziale Rolniczo-Lasowym Politechniki Lwowskiej, a równocześnie wykładowcą zoogeografii i innych działów biologii w Uniwersytecie. Tytuł profesora zwyczajnego otrzymał w 1923. Od 1932 członek korespondent Polskiej Akademii Umiejętności. W okresie okupacji niemieckiej brał udział w tajnym nauczaniu uniwersyteckim we Lwowie. Zmarł w 1942 podczas silnej depresji psychicznej wywołanej warunkami okupacyjnymi.
W pracy naukowej zajmował się helmintologią oraz faunistyką płazińców. Badał rozwój zarodkowy wypławków i małżów, dokonał rewizji systematyki wirków prostojelitowych. Był członkiem czynnym Towarzystwa Naukowego we Lwowie oraz redaktorem Kosmosu, Przyrody i Techniki i Zoologica Poloniae.

## Wybrane publikacje naukowe
- Ein Beitrag zur Keimblatterbildung der Araneinen (1910)
- Materyały do fauny wirków ziem polskich (1915)
- O dwuprzełykowości u zarodków Dendrocoelum lacteum Oerst i o wieloprzełykowości u wypławków w ogóle (1916)
- O wypławkach krynicznych w okolicy Lwowa (1921)
- Rozmieszczenie geograficzne wypławków krynicznych w Paśmie Czarnochorskiem na obszarze źródlisk Prutu (1929)
- Fauna Chin (1933)
- Zur Embryonalpharynxfrage der Trikladiden (1938)